# Йоанис Велидис (конгресен център)
„Йоанис Велидис“ (на гръцки: Ιωάννης Βελλίδης или накратко Βελλίδειο) е най-големият конгресен център в Гърция. Намира се на улица „Леофос Страту“ №3 в град Солун. Кръстен е на видния солунчанин Йоанис Велидис.
Центърът има капацитет от 2400 души. Той е изключително функционален и има възможност да домакинства широк спектър от събития. Центърът има пет зали и позволява да се организират в него три паралелни събития. Разполага и с градина с капацитет 1000 души и паркинг за 430 коли. Центърът работи целогодишно.